# المسجد الكبير (تلمسان)
 جامع تلمسان الكبير ، وقد شيد في 1136 من طرف يوسف بن تاشفين أول خليفة لدولة المرابطين
وبني من الحجارة والطوب والجص. أما الزخارف المعمارية فتشمل الرخام، الجص المنحوت والمخرم، الخزف والخشب.

## الفن المعماري
الجامع الكبير لتلمسان هو واحد من ثلاثة مساجد بناها المرابطون في الجزائر وهما مسجد الجزائر ومسجد ندرومة. ينتظم جامع تلمسان الكبير، على شاكلة الجوامع المرابطية الأخرى، في تصميم يعتمد البلاطات المتعامدة مع حائط القبلة، وصحن مستطيل الشكل، محاط بأروقة على الجانبين الصغيرين؛ ويمثّل النموذج المغاربي الأول للعمارة الدينيّة. إنّ المخطّط الأصلي (الذي لم يكن يحتوي على الرواقين الجديدين الذين يتقدمان المئذنة) عبارة عن مستطيل، مقطوع بمساحة مثلّثة في جزئه الشمالي الغربي. يقارب طول المجموع 55 متراً وعرضُه أقلّ من هذا القياس بقليل.
وتصميمه غير منتظم على مستوى الحائط الشمالي الغربي بسبب طبوغرافية الموقع. بالجهة الشمالية في مكان مائل نسبيا عن محور المحراب ترتفع الصومعة التي بناها يغمراسن سنة 1236. وهي ذات شكل مربع ويعلوها منور. ينفتح الصحن على قاعة الصلاة، وهو ذو تصميم مربع الزوايا ومنحرف وتحيط به أروقة من ثلاث جهات تشكل بعضها امتدادا لبلاطات قاعة الصلاة الثلاثة عشر الموازية لجدار القبلة والتي تنقسم إلى ستة أساكيب.
قسّمت قاعة الصلاة إلى ثلاث عشر بلاطة، تشكّل سبع منها امتداداً لبلاطات قاعة الصلاة، وتؤطّر الصحن من جهتين (أربع من جهة وثلاث من الأخرى). تعلوها المدخل «سدّة».
غُطيت كلّ بلاطة بسقف من القرميد مكون من سطحين مزدوجين. تستند عوارض الهيكل الخشبي على وصلات حاملة نُحِتت عليها زخرفة نباتيّة؛ وغطيت قبّتا البلاطة الوسطى بسقوف من القرميد رباعية السطوح.
إنّ رصانة شبه تقشّفيّة تُبرِز وبقوّة المناطق المزخرفة التي تتلخّص في الممر الرئيسي وفي المحراب الذي يفضي إليه.
لقد زُيّن «المحراب» تزييّنا غنيّا: يستند عقد فتحة المشكاة الكامل الاستدارة والمتجاوز على نصفي عمودين صغيرين من الرخام. وتشعّ خلف القنطرة صنجات تحمل زخرفة على شكل غصنيّات يحيط بها عقد ذو إكليليّات. وتقوم في مقدّمة «المحراب» قبة رائعة، مخرّمة بتعاريق متشابكة تنشر شفيفاً من ضوء النهار.
تميز هندسة الجامع الكبير بتلمسان باستعمال العقود على شكل حدوة فرس متجاوزة ومنكسرة وأخرى متعددة الفصوص مزخرفة خاصة جوار المحراب. هذه الأشكال نجدها كلها بجامع القرويين بفاس.
زين الفضاء المجاور للمحراب ببلاط أوسط واسع تعلوه قبتان جميلتا الصنع مستوحاة من قباب جوامع قرطبة بالأندلس والقيروان بتونس والأزهر بالقاهرة. لكن قبة محراب تلمسان تعد الأهم والأبرز فهي قبة ذات عروق تتشكل من 16 ضلعا ترتكز على افريز مربع بواسطة أربع عقود زوايا ذات مقرنصات. فالعروق المصنوعة بصفوف الآجور تبدو على السطح على شكل زوايا بارزة والألواح التي تربطها منقوشة بالجبس. وهي مخرمة وتمنح الضوء لداخل القاعة. ويعلو هذه الزخارف منور ذو مقرنصات، وهي عناصر زخرفية ذات أصل فارسي، جلبت من الشرق وأدخلت إلى بلاد المغرب من طرف المرابطين أو نقلت بواسطة بنو حماد أو الأندلسيين الذين كانت تربطهم علاقات مثينة بالخلافة الفاطمية.

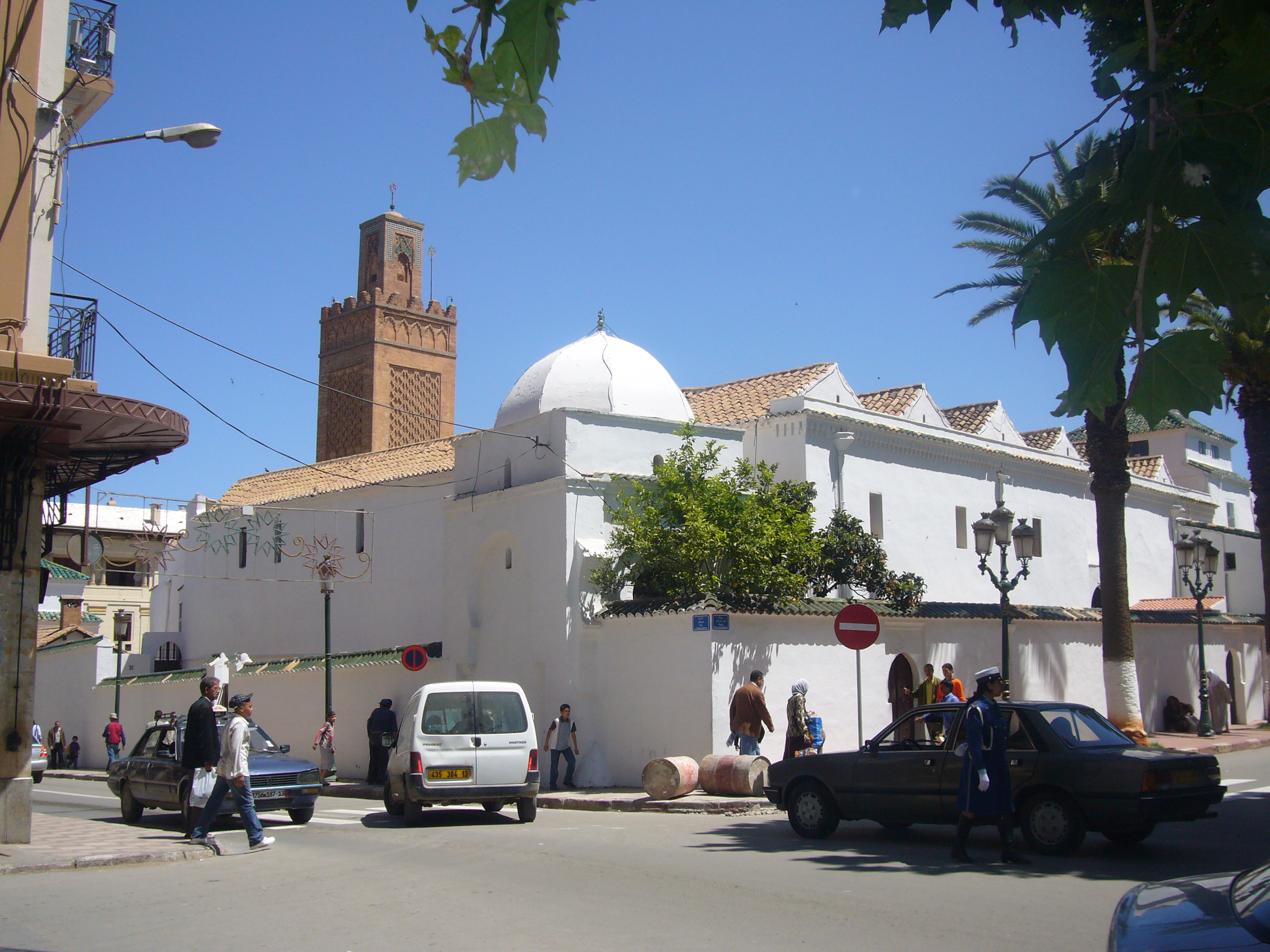
المسجد الكبير لتلمسان.

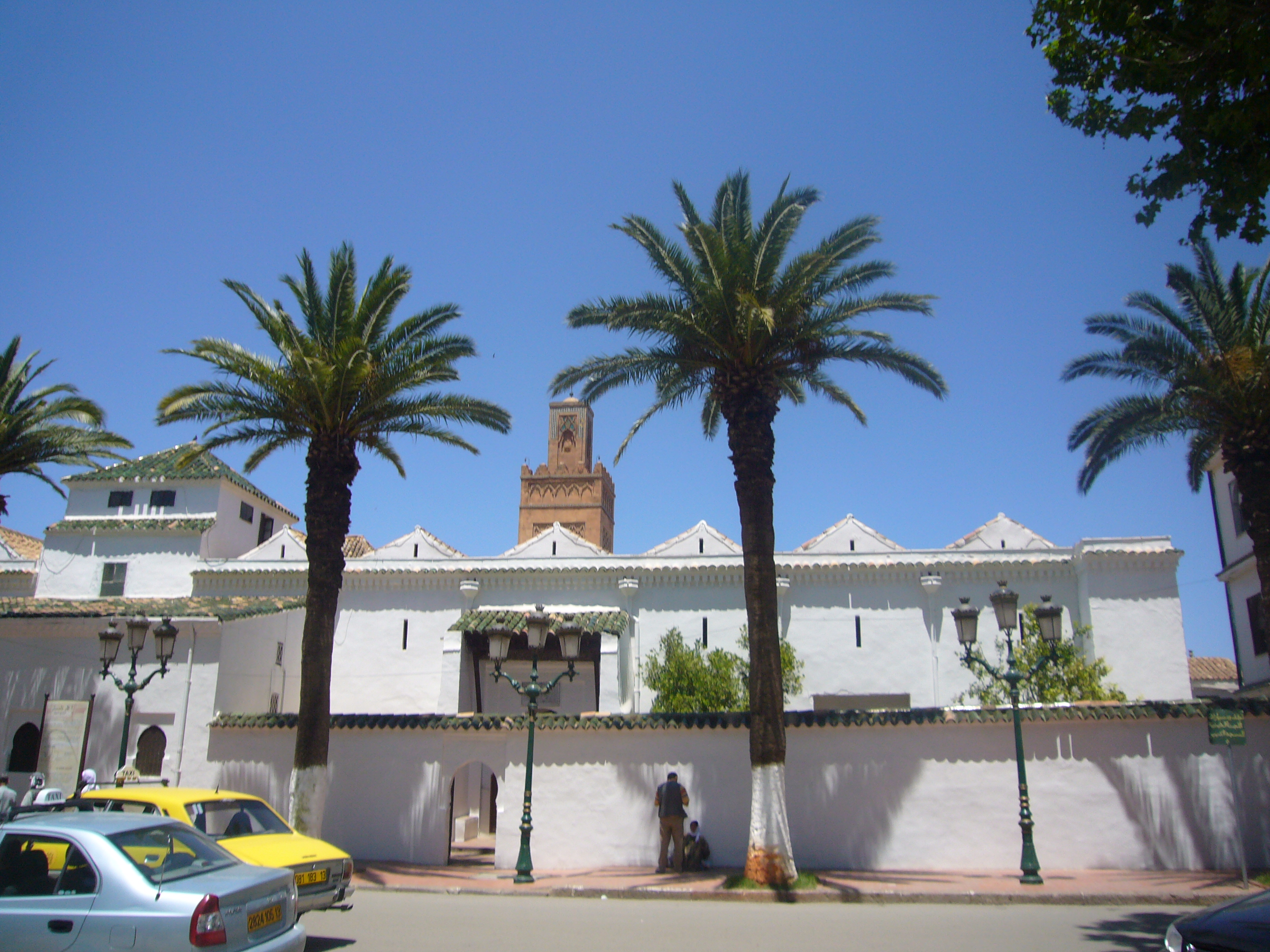
المسجد الكبير لتلمسان

يذكر المحراب المتقن الصنع والذي يحمل زخارف جبسية نباتية وكتابية بمحراب قرطبة. فهو ينفتح بقوس متجاوز داخل إطار مستطيل، وفقراته مزدوجة الألوان تنتهي بجنبات عقد متعددة الفصوص. أما كوته المتعددة الأضلاع فمغطاة بقبة صغيرة مكونة من 16 ضلعا وهذا الشكل من القباب ظهر فيما قبل بمسجد القيروان حيث تتشكل قبة المحراب من 20 ضلعا. ونفس الشيء بالنسبة لقبة محراب قرطبة التي تعلوها قبيبة ذات أضلاع تتناوب فيها الأشكال النصف دائرية والمثلثة. وأخيرا بسرقسطة نجد قبايا مشكلة من 6و9 أضلاع ومن ثم فإن قبة تلمسان لا تعد إبداعا مرابطيا وإن وجدت لأول مرة فوق محراب مسجد. وقد استعملوها أيضاً في ثلاث معالم أخرى مثل حمام الدباغين بتلمسان حيث تتوفر القبة على 16 ضلعا وبمسجد القرويين بفاس حيث توجد قباب ذات 8و10 أضلاع. وبقبة الباروديين بمراكش حيث تتوفر القبة الداخلية على 8 أضلاع.

## تاريخ بنائه
يؤرّخه ج. مارسي بقوله: «مثل أخيه العاصمي (أي الجامع الكبير للجزائر العاصمة) تاريخه حوالي عام530 م/ 1070». ولكن نقيشة كتابيّة ترجع لعام 590 هجري / 1136 ميلادي على «المحراب» تعارض هذا التحليل، ولكن ج. مارسي يعتقد بأن هذه السنة قد تكون تاريخ ترميم وتزيين الجامع.
في الوقت الذي تضاءلت فيه المنجزات المعمارية بإسبانيا بفعل انتقال مركز السلطة إلى بلاد المغرب شكل المسجد الكبير بتلمسان مثالا حيا على استمرارية تأثير العمارة الأندلسية بفضل إبداعاته ورفعة زخارفه. خصوصيات تصميمه وتواجد القبة ذات عروق إضافة إلى إفريز ذو مقرنصات كلها مميزات تضعه ضمن روائع الإنجازات المعمارية الإسلامية.

## مواضيع ذات صلة
- المرجعية الدينية الجزائرية
- الحزب الراتب

## المصدر
- بورويبة، ' الفن الديني الإسلامي بالجزائر، الجزائر: SNED، 1983.
- ج. مارسي، ' الهندسة المعمارية للغرب الإسلامي'، تونس، الجزائر، المغرب وإسبانيا وصقلية.باريس: الفنون والحرف التصويرية، عام 1957.
- ج. مارصي. فهرست ' الفن المعماري وتونس والجزائر والمغرب وأسبانيا وصقلية وباريس: أ بيكار، 1926.
- ج. مارصي. الآثار العربية تلمسان، باريس: أ. فونتموانغ، 1905.
- بارجس، تلمسان العاصمة القديمة لمملكة ذات نفس الاسم. باريس: دوبراة، 1859.